# Музей пробкового мастерства в Палафружель
Музей пробкового мастерства в Палафружеле (исп. Museu del Corcho de Palafrugell или Museu del Suro de Palafrugell) — это культурное учреждение, основанное в 1972 году на одной из узких улиц Палафружеля, чтобы проводить выставки изделий из пробки, сохранять интересные экземпляры и повысить во всём мире ценность пробковых изделий Испании.
В Музее пробкового ремесла Палафружеля представлено около 3.500 экспонатов, которые демонстрируют все особенности производственного процесса. Музей Пробки располагается в бывшем здании фабрики Кан Марио (исп. Can Mario), которое само по себе тоже является достоянием Коста Брава и официально признано памятником архитектуры. Кан Марио было построено в тридцатых годах по проекту, представленному архитектором Эмилем Бланк-и-Роча.
Сам музей располагается сразу в трёх зданиях: два из них сохранились с тех времён, а третье было построено недавно и очень сильно отличается по стилю строительства и использованным материалам.
С 2010 по 2012 годы в Палафружеле проводилась тотальная модернизация производства испанской пробки и обновление фондов и запасников музея. Именно поэтому теперь у туристов есть возможность посмотреть самую полную коллекцию пробкового дуба и процесс изготовления пробок в разных странах мира.
В Музее пробкового мастерства собрано более 6.200 скульптур и предметов, искусно изготовленных из коры испанского пробкового дуба. Посетители тут же могут в подробностях узнать об особенностях технологии обработки коры и изготовления пробок для бутылок.

## Залы Музея пробкового мастерства

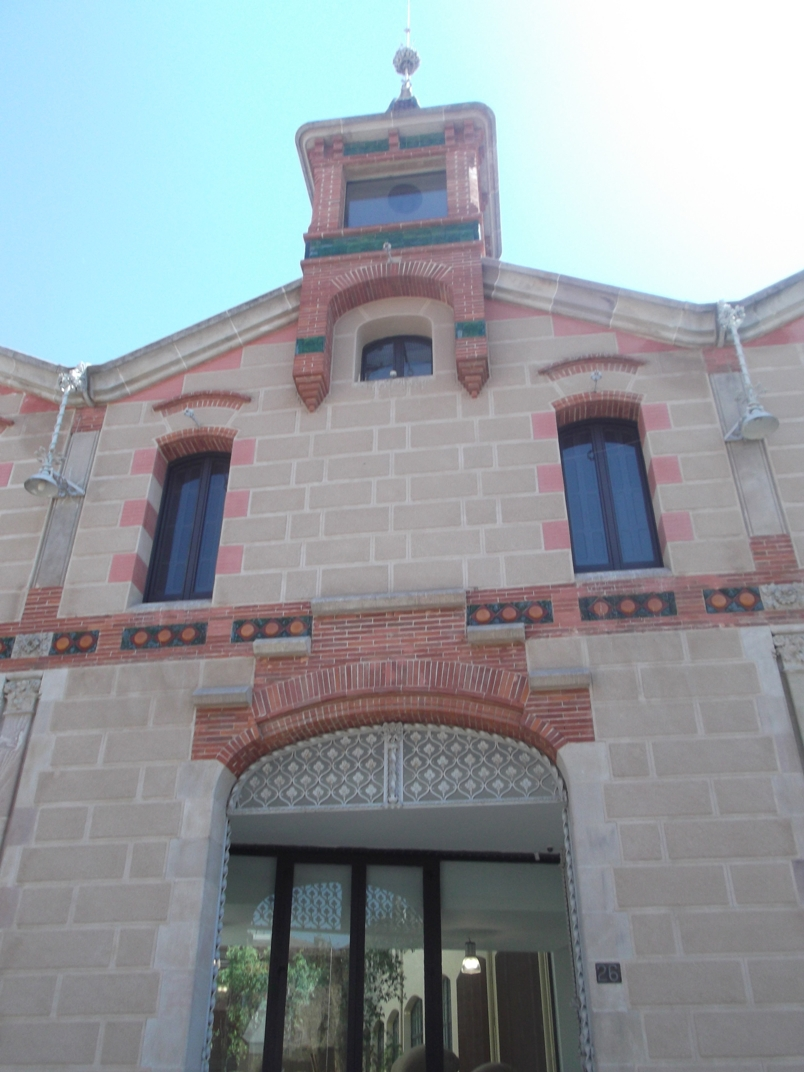
Фасад здания музея

- Зал постоянной выставки: находится на I этаже в северной части и на II этаже в южной и северной частях.
- Зал временной выставки: расположен на I этаже в южной части (возле лестницы)
- Módulo de acogida: новая часть музея, построенная в период 2010—2011 гг. Здесь находится магазин, торгующий интересными сувенирами.
- Espacio Geminus: эта часть музея предназначена для мастерских (вместимостью до 30 человек), находится между двумя залами на первом этаже.
- Аудитория Мигеля, Винке и Мейера: находится рядом с залом временных выставок вместимостью до 104 человек, аудитория оборудована видео- и звуковой системами.